# 갈리아노아테르노
갈리아노아테르노(이탈리아어: Gagliano Aterno)는 이탈리아 아브루초주 라퀼라도에 있는 코무네이다. 라퀼라로부터는 45km 거리에 있다.